# Tour du lac Taihu 2023
La 11e édition du Tour du lac Taihu a lieu du 14 au 17 septembre 2023 en Chine. La course intègre le calendrier UCI ProSeries 2023, le deuxième niveau du cyclisme international, en catégorie 2.Pro. Elle n'avait plus été organisée depuis 2019. 
Le tour est remporté par le Néo-Zélandais George Jackson (Bolton Equities Black Spoke).

## Présentation

### Parcours
La course se déroule aux alentours du lac Tai, au nord-est de la Chine, débute à Wuxi et se termine au Xian de Gaochun après quatre étapes et un total de 405,64 km.

### Équipes
Vingt équipes participent à ce Tour du lac Taihu - six ProTeams, douze équipes continentales et deux équipes nationales :
| ProTeams (6)- Bolton Equities Black Spoke Pro Cycling - Burgos-BH - Green Project-Bardiani CSF-Faizanè - Lotto Dstny - Team Corratec-Selle Italia - Team Novo Nordisk Équipes continentales (12)- À Bloc CT - Bodywrap LTwoo Cycling Team - China Glory Continental Cycling Team - Giant Cycling Team - Hengxiang Cycling Team - HRE Mazowsze Serce Polski - Li Ning Star - Nusantara Cycling Team - Pingtan International Tourism Island Cycling Team - Roojai Online Insurance - St George Continental Cycling Team - Tianyoude Hotel Cycling Team Équipes nationales (2)- Chine - Thaïlande |
| |

## Étapes
| Étape     | Date     | Villes étapes                             | type            | Distance (km) | Dénivelé (m) | Vainqueur d'étape | Leader du classement général |
| --------- | -------- | ----------------------------------------- | --------------- | ------------- | ------------ | ----------------- | ---------------------------- |
| 1re étape | 14 sept. | Wuxi – Wuxi                               | étape de plaine | 88,8          | 393 m        | Enrico Zanoncello | Enrico Zanoncello            |
| 2e étape  | 15 sept. | Kunshan – Kunshan                         | étape de plaine | 127,6         | 81 m         | Jarne Van de Paar | Enrico Zanoncello            |
| 3e étape  | 16 sept. | district de Wujiang – district de Wujiang | étape de plaine | 116,8         | 118 m        | George Jackson    | George Jackson               |
| 4e étape  | 17 sept. | Xian de Gaochun – Xian de Gaochun         | étape de plaine | 72,44         | 606 m        | George Jackson    | George Jackson               |

## Déroulement de la course

### 1reétape
| \| Classement de l'étape \| Classement de l'étape \| Classement de l'étape \| Classement de l'étape \| Classement de l'étape \| \| Coureur \| Coureur \| Pays \| Équipe \| Temps \| \| --------------------- \| --------------------------- \| --------------------- \| --------------------------------------- \| --------------------- \| \| 1er \| Enrico Zanoncello \| Italie \| Green Project-Bardiani CSF-Faizanè \| 1 h 46 min 24 s \| \| 2e \| Lorenzo Conforti \| Italie \| Green Project-Bardiani CSF-Faizanè \| + 0 s \| \| 3e \| Jarne Van de Paar \| Belgique \| Lotto Dstny \| + 0 s \| \| 4e \| Attilio Viviani \| Italie \| Team Corratec-Selle Italia \| + 0 s \| \| 5e \| Miguel Ángel Fernández Ruiz \| Espagne \| Burgos-BH \| + 0 s \| \| 6e \| Māris Bogdanovičs \| Lettonie \| Hengxiang Cycling Team \| + 0 s \| \| 7e \| Matthew Bostock \| Royaume-Uni \| Bolton Equities Black Spoke Pro Cycling \| + 0 s \| \| 8e \| Sarawut Sirironnachai \| Thaïlande \| Thaïlande \| + 0 s \| \| 9e \| George Jackson \| Nouvelle-Zélande \| Bolton Equities Black Spoke Pro Cycling \| + 0 s \| \| 10e \| Jesper Rasch \| Pays-Bas \| À Bloc CT \| + 0 s \| |                             |                  |                                         |                 |
| |                             |                  |                                         |                 |
| Source : ProCyclingStats |                             |                  |                                         |                 |
| Classement de l'étape |                             |                  |                                         |                 |
| Coureur | Coureur                     | Pays             | Équipe                                  | Temps           |
| 1er | Enrico Zanoncello           | Italie           | Green Project-Bardiani CSF-Faizanè      | 1 h 46 min 24 s |
| 2e | Lorenzo Conforti            | Italie           | Green Project-Bardiani CSF-Faizanè      | + 0 s           |
| 3e | Jarne Van de Paar           | Belgique         | Lotto Dstny                             | + 0 s           |
| 4e | Attilio Viviani             | Italie           | Team Corratec-Selle Italia              | + 0 s           |
| 5e | Miguel Ángel Fernández Ruiz | Espagne          | Burgos-BH                               | + 0 s           |
| 6e | Māris Bogdanovičs           | Lettonie         | Hengxiang Cycling Team                  | + 0 s           |
| 7e | Matthew Bostock             | Royaume-Uni      | Bolton Equities Black Spoke Pro Cycling | + 0 s           |
| 8e | Sarawut Sirironnachai       | Thaïlande        | Thaïlande                               | + 0 s           |
| 9e | George Jackson              | Nouvelle-Zélande | Bolton Equities Black Spoke Pro Cycling | + 0 s           |
| 10e | Jesper Rasch                | Pays-Bas         | À Bloc CT                               | + 0 s           |

| \| Classement général \| Classement général \| Classement général \| Classement général \| Classement général \| \| Coureur \| Coureur \| Pays \| Équipe \| Temps \| \| ------------------ \| --------------------------- \| ------------------ \| --------------------------------------- \| ------------------ \| \| 1er \| Enrico Zanoncello \| Italie \| Green Project-Bardiani CSF-Faizanè \| 1 h 46 min 13 s \| \| 2e \| Lorenzo Conforti \| Italie \| Green Project-Bardiani CSF-Faizanè \| + 5 s \| \| 3e \| Jarne Van de Paar \| Belgique \| Lotto Dstny \| + 7 s \| \| 4e \| George Jackson \| Nouvelle-Zélande \| Bolton Equities Black Spoke Pro Cycling \| + 8 s \| \| 5e \| Norbert Banaszek \| Pologne \| HRE Mazowsze Serce Polski \| + 8 s \| \| 6e \| Matthew Bostock \| Royaume-Uni \| Bolton Equities Black Spoke Pro Cycling \| + 9 s \| \| 7e \| Michael Schwarzmann \| Allemagne \| Lotto Dstny \| + 9 s \| \| 8e \| Luke Verburg \| Pays-Bas \| À Bloc CT \| + 10 s \| \| 9e \| Attilio Viviani \| Italie \| Team Corratec-Selle Italia \| + 11 s \| \| 10e \| Miguel Ángel Fernández Ruiz \| Espagne \| Burgos-BH \| + 11 s \| |                             |                  |                                         |                 |
| |                             |                  |                                         |                 |
| Source : ProCyclingStats |                             |                  |                                         |                 |
| Classement général |                             |                  |                                         |                 |
| Coureur | Coureur                     | Pays             | Équipe                                  | Temps           |
| 1er | Enrico Zanoncello           | Italie           | Green Project-Bardiani CSF-Faizanè      | 1 h 46 min 13 s |
| 2e | Lorenzo Conforti            | Italie           | Green Project-Bardiani CSF-Faizanè      | + 5 s           |
| 3e | Jarne Van de Paar           | Belgique         | Lotto Dstny                             | + 7 s           |
| 4e | George Jackson              | Nouvelle-Zélande | Bolton Equities Black Spoke Pro Cycling | + 8 s           |
| 5e | Norbert Banaszek            | Pologne          | HRE Mazowsze Serce Polski               | + 8 s           |
| 6e | Matthew Bostock             | Royaume-Uni      | Bolton Equities Black Spoke Pro Cycling | + 9 s           |
| 7e | Michael Schwarzmann         | Allemagne        | Lotto Dstny                             | + 9 s           |
| 8e | Luke Verburg                | Pays-Bas         | À Bloc CT                               | + 10 s          |
| 9e | Attilio Viviani             | Italie           | Team Corratec-Selle Italia              | + 11 s          |
| 10e | Miguel Ángel Fernández Ruiz | Espagne          | Burgos-BH                               | + 11 s          |

### 2eétape
| \| Classement de l'étape \| Classement de l'étape \| Classement de l'étape \| Classement de l'étape \| Classement de l'étape \| \| Coureur \| Coureur \| Pays \| Équipe \| Temps \| \| --------------------- \| --------------------------- \| --------------------- \| --------------------------------------- \| --------------------- \| \| 1er \| Jarne Van de Paar \| Belgique \| Lotto Dstny \| 2 h 38 min 52 s \| \| 2e \| George Jackson \| Nouvelle-Zélande \| Bolton Equities Black Spoke Pro Cycling \| + 0 s \| \| 3e \| Enrico Zanoncello \| Italie \| Green Project-Bardiani CSF-Faizanè \| + 0 s \| \| 4e \| Miguel Ángel Fernández Ruiz \| Espagne \| Burgos-BH \| + 0 s \| \| 5e \| Lucas Carstensen \| Allemagne \| Roojai Online Insurance \| + 0 s \| \| 6e \| Norbert Banaszek \| Pologne \| HRE Mazowsze Serce Polski \| + 0 s \| \| 7e \| Julien Trarieux \| France \| China Glory Continental Cycling Team \| + 0 s \| \| 8e \| Luke Mudgway \| Nouvelle-Zélande \| Bolton Equities Black Spoke Pro Cycling \| + 0 s \| \| 9e \| Jesper Rasch \| Pays-Bas \| À Bloc CT \| + 0 s \| \| 10e \| Attilio Viviani \| Italie \| Team Corratec-Selle Italia \| + 0 s \| |                             |                  |                                         |                 |
| |                             |                  |                                         |                 |
| Source : ProCyclingStats |                             |                  |                                         |                 |
| Classement de l'étape |                             |                  |                                         |                 |
| Coureur | Coureur                     | Pays             | Équipe                                  | Temps           |
| 1er | Jarne Van de Paar           | Belgique         | Lotto Dstny                             | 2 h 38 min 52 s |
| 2e | George Jackson              | Nouvelle-Zélande | Bolton Equities Black Spoke Pro Cycling | + 0 s           |
| 3e | Enrico Zanoncello           | Italie           | Green Project-Bardiani CSF-Faizanè      | + 0 s           |
| 4e | Miguel Ángel Fernández Ruiz | Espagne          | Burgos-BH                               | + 0 s           |
| 5e | Lucas Carstensen            | Allemagne        | Roojai Online Insurance                 | + 0 s           |
| 6e | Norbert Banaszek            | Pologne          | HRE Mazowsze Serce Polski               | + 0 s           |
| 7e | Julien Trarieux             | France           | China Glory Continental Cycling Team    | + 0 s           |
| 8e | Luke Mudgway                | Nouvelle-Zélande | Bolton Equities Black Spoke Pro Cycling | + 0 s           |
| 9e | Jesper Rasch                | Pays-Bas         | À Bloc CT                               | + 0 s           |
| 10e | Attilio Viviani             | Italie           | Team Corratec-Selle Italia              | + 0 s           |

| \| Classement général \| Classement général \| Classement général \| Classement général \| Classement général \| \| Coureur \| Coureur \| Pays \| Équipe \| Temps \| \| ------------------ \| ---------------------- \| ------------------ \| --------------------------------------- \| ------------------ \| \| 1er \| Enrico Zanoncello \| Italie \| Green Project-Bardiani CSF-Faizanè \| 4 h 24 min 59 s \| \| 2e \| Jarne Van de Paar \| Belgique \| Lotto Dstny \| + 3 s \| \| 3e \| George Jackson \| Nouvelle-Zélande \| Bolton Equities Black Spoke Pro Cycling \| + 8 s \| \| 4e \| Lorenzo Conforti \| Italie \| Green Project-Bardiani CSF-Faizanè \| + 11 s \| \| 5e \| Matthew Bostock \| Royaume-Uni \| Bolton Equities Black Spoke Pro Cycling \| + 11 s \| \| 6e \| Polychrónis Tzortzákis \| Grèce \| Roojai Online Insurance \| + 13 s \| \| 7e \| Norbert Banaszek \| Pologne \| HRE Mazowsze Serce Polski \| + 14 s \| \| 8e \| Lucas Carstensen \| Allemagne \| Roojai Online Insurance \| + 14 s \| \| 9e \| Liam Slock \| Belgique \| Lotto Dstny \| + 15 s \| \| 10e \| Michael Schwarzmann \| Allemagne \| Lotto Dstny \| + 15 s \| |                        |                  |                                         |                 |
| |                        |                  |                                         |                 |
| Source : ProCyclingStats |                        |                  |                                         |                 |
| Classement général |                        |                  |                                         |                 |
| Coureur | Coureur                | Pays             | Équipe                                  | Temps           |
| 1er | Enrico Zanoncello      | Italie           | Green Project-Bardiani CSF-Faizanè      | 4 h 24 min 59 s |
| 2e | Jarne Van de Paar      | Belgique         | Lotto Dstny                             | + 3 s           |
| 3e | George Jackson         | Nouvelle-Zélande | Bolton Equities Black Spoke Pro Cycling | + 8 s           |
| 4e | Lorenzo Conforti       | Italie           | Green Project-Bardiani CSF-Faizanè      | + 11 s          |
| 5e | Matthew Bostock        | Royaume-Uni      | Bolton Equities Black Spoke Pro Cycling | + 11 s          |
| 6e | Polychrónis Tzortzákis | Grèce            | Roojai Online Insurance                 | + 13 s          |
| 7e | Norbert Banaszek       | Pologne          | HRE Mazowsze Serce Polski               | + 14 s          |
| 8e | Lucas Carstensen       | Allemagne        | Roojai Online Insurance                 | + 14 s          |
| 9e | Liam Slock             | Belgique         | Lotto Dstny                             | + 15 s          |
| 10e | Michael Schwarzmann    | Allemagne        | Lotto Dstny                             | + 15 s          |

### 3eétape
| \| Classement de l'étape \| Classement de l'étape \| Classement de l'étape \| Classement de l'étape \| Classement de l'étape \| \| Coureur \| Coureur \| Pays \| Équipe \| Temps \| \| --------------------- \| --------------------- \| --------------------- \| --------------------------------------- \| --------------------- \| \| 1er \| George Jackson \| Nouvelle-Zélande \| Bolton Equities Black Spoke Pro Cycling \| 2 h 24 min 43 s \| \| 2e \| Jesper Rasch \| Pays-Bas \| À Bloc CT \| + 0 s \| \| 3e \| Jarne Van de Paar \| Belgique \| Lotto Dstny \| + 0 s \| \| 4e \| Sebastián Mora \| Espagne \| Burgos-BH \| + 0 s \| \| 5e \| Attilio Viviani \| Italie \| Team Corratec-Selle Italia \| + 0 s \| \| 6e \| Norbert Banaszek \| Pologne \| HRE Mazowsze Serce Polski \| + 0 s \| \| 7e \| Davide Gabburo \| Italie \| Green Project-Bardiani CSF-Faizanè \| + 0 s \| \| 8e \| Māris Bogdanovičs \| Lettonie \| Hengxiang Cycling Team \| + 0 s \| \| 9e \| Lorenzo Conforti \| Italie \| Green Project-Bardiani CSF-Faizanè \| + 0 s \| \| 10e \| Zhi Hui Jiang \| Chine \| Li Ning Star \| + 0 s \| |                   |                  |                                         |                 |
| |                   |                  |                                         |                 |
| Source : ProCyclingStats |                   |                  |                                         |                 |
| Classement de l'étape |                   |                  |                                         |                 |
| Coureur | Coureur           | Pays             | Équipe                                  | Temps           |
| 1er | George Jackson    | Nouvelle-Zélande | Bolton Equities Black Spoke Pro Cycling | 2 h 24 min 43 s |
| 2e | Jesper Rasch      | Pays-Bas         | À Bloc CT                               | + 0 s           |
| 3e | Jarne Van de Paar | Belgique         | Lotto Dstny                             | + 0 s           |
| 4e | Sebastián Mora    | Espagne          | Burgos-BH                               | + 0 s           |
| 5e | Attilio Viviani   | Italie           | Team Corratec-Selle Italia              | + 0 s           |
| 6e | Norbert Banaszek  | Pologne          | HRE Mazowsze Serce Polski               | + 0 s           |
| 7e | Davide Gabburo    | Italie           | Green Project-Bardiani CSF-Faizanè      | + 0 s           |
| 8e | Māris Bogdanovičs | Lettonie         | Hengxiang Cycling Team                  | + 0 s           |
| 9e | Lorenzo Conforti  | Italie           | Green Project-Bardiani CSF-Faizanè      | + 0 s           |
| 10e | Zhi Hui Jiang     | Chine            | Li Ning Star                            | + 0 s           |

| \| Classement général \| Classement général \| Classement général \| Classement général \| Classement général \| \| Coureur \| Coureur \| Pays \| Équipe \| Temps \| \| ------------------ \| ---------------------- \| ------------------ \| --------------------------------------- \| ------------------ \| \| 1er \| George Jackson \| Nouvelle-Zélande \| Bolton Equities Black Spoke Pro Cycling \| 6 h 49 min 39 s \| \| 2e \| Enrico Zanoncello \| Italie \| Green Project-Bardiani CSF-Faizanè \| + 1 s \| \| 3e \| Jarne Van de Paar \| Belgique \| Lotto Dstny \| + 2 s \| \| 4e \| Matthew Bostock \| Royaume-Uni \| Bolton Equities Black Spoke Pro Cycling \| + 11 s \| \| 5e \| Jesper Rasch \| Pays-Bas \| À Bloc CT \| + 14 s \| \| 6e \| Norbert Banaszek \| Pologne \| HRE Mazowsze Serce Polski \| + 14 s \| \| 7e \| Lorenzo Conforti \| Italie \| Green Project-Bardiani CSF-Faizanè \| + 14 s \| \| 8e \| Polychrónis Tzortzákis \| Grèce \| Roojai Online Insurance \| + 16 s \| \| 9e \| Lucas Carstensen \| Allemagne \| Roojai Online Insurance \| + 17 s \| \| 10e \| Tobiasz Pawlak \| Pologne \| HRE Mazowsze Serce Polski \| + 18 s \| |                        |                  |                                         |                 |
| |                        |                  |                                         |                 |
| Source : ProCyclingStats |                        |                  |                                         |                 |
| Classement général |                        |                  |                                         |                 |
| Coureur | Coureur                | Pays             | Équipe                                  | Temps           |
| 1er | George Jackson         | Nouvelle-Zélande | Bolton Equities Black Spoke Pro Cycling | 6 h 49 min 39 s |
| 2e | Enrico Zanoncello      | Italie           | Green Project-Bardiani CSF-Faizanè      | + 1 s           |
| 3e | Jarne Van de Paar      | Belgique         | Lotto Dstny                             | + 2 s           |
| 4e | Matthew Bostock        | Royaume-Uni      | Bolton Equities Black Spoke Pro Cycling | + 11 s          |
| 5e | Jesper Rasch           | Pays-Bas         | À Bloc CT                               | + 14 s          |
| 6e | Norbert Banaszek       | Pologne          | HRE Mazowsze Serce Polski               | + 14 s          |
| 7e | Lorenzo Conforti       | Italie           | Green Project-Bardiani CSF-Faizanè      | + 14 s          |
| 8e | Polychrónis Tzortzákis | Grèce            | Roojai Online Insurance                 | + 16 s          |
| 9e | Lucas Carstensen       | Allemagne        | Roojai Online Insurance                 | + 17 s          |
| 10e | Tobiasz Pawlak         | Pologne          | HRE Mazowsze Serce Polski               | + 18 s          |

### 4eétape
| \| Classement de l'étape \| Classement de l'étape \| Classement de l'étape \| Classement de l'étape \| Classement de l'étape \| \| Coureur \| Coureur \| Pays \| Équipe \| Temps \| \| --------------------- \| --------------------------- \| --------------------- \| ------------------------------------------------- \| --------------------- \| \| 1er \| George Jackson \| Nouvelle-Zélande \| Bolton Equities Black Spoke Pro Cycling \| 1 h 38 min 07 s \| \| 2e \| Lucas Carstensen \| Allemagne \| Roojai Online Insurance \| + 0 s \| \| 3e \| Norbert Banaszek \| Pologne \| HRE Mazowsze Serce Polski \| + 0 s \| \| 4e \| Jarne Van de Paar \| Belgique \| Lotto Dstny \| + 0 s \| \| 5e \| Nicolas Dalla Valle \| Italie \| Team Corratec-Selle Italia \| + 0 s \| \| 6e \| Miguel Ángel Fernández Ruiz \| Espagne \| Burgos-BH \| + 0 s \| \| 7e \| Enrico Zanoncello \| Italie \| Green Project-Bardiani CSF-Faizanè \| + 0 s \| \| 8e \| Tomasz Budziński \| Pologne \| HRE Mazowsze Serce Polski \| + 0 s \| \| 9e \| Li Shuai \| Chine \| Pingtan International Tourism Island Cycling Team \| + 0 s \| \| 10e \| Zhi Hui Jiang \| Chine \| Li Ning Star \| + 0 s \| |                             |                  |                                                   |                 |
| |                             |                  |                                                   |                 |
| Source : ProCyclingStats |                             |                  |                                                   |                 |
| Classement de l'étape |                             |                  |                                                   |                 |
| Coureur | Coureur                     | Pays             | Équipe                                            | Temps           |
| 1er | George Jackson              | Nouvelle-Zélande | Bolton Equities Black Spoke Pro Cycling           | 1 h 38 min 07 s |
| 2e | Lucas Carstensen            | Allemagne        | Roojai Online Insurance                           | + 0 s           |
| 3e | Norbert Banaszek            | Pologne          | HRE Mazowsze Serce Polski                         | + 0 s           |
| 4e | Jarne Van de Paar           | Belgique         | Lotto Dstny                                       | + 0 s           |
| 5e | Nicolas Dalla Valle         | Italie           | Team Corratec-Selle Italia                        | + 0 s           |
| 6e | Miguel Ángel Fernández Ruiz | Espagne          | Burgos-BH                                         | + 0 s           |
| 7e | Enrico Zanoncello           | Italie           | Green Project-Bardiani CSF-Faizanè                | + 0 s           |
| 8e | Tomasz Budziński            | Pologne          | HRE Mazowsze Serce Polski                         | + 0 s           |
| 9e | Li Shuai                    | Chine            | Pingtan International Tourism Island Cycling Team | + 0 s           |
| 10e | Zhi Hui Jiang               | Chine            | Li Ning Star                                      | + 0 s           |

## Classement général final
| \| Classement général \| Classement général \| Classement général \| Classement général \| Classement général \| \| Coureur \| Coureur \| Pays \| Équipe \| Temps \| \| ------------------ \| ---------------------- \| ------------------ \| --------------------------------------- \| ------------------ \| \| 1er \| George Jackson \| Nouvelle-Zélande \| Bolton Equities Black Spoke Pro Cycling \| 8 h 27 min 36 s \| \| 2e \| Enrico Zanoncello \| Italie \| Green Project-Bardiani CSF-Faizanè \| + 11 s \| \| 3e \| Jarne Van de Paar \| Belgique \| Lotto Dstny \| + 12 s \| \| 4e \| Norbert Banaszek \| Pologne \| HRE Mazowsze Serce Polski \| + 20 s \| \| 5e \| Matthew Bostock \| Royaume-Uni \| Bolton Equities Black Spoke Pro Cycling \| + 20 s \| \| 6e \| Lucas Carstensen \| Allemagne \| Roojai Online Insurance \| + 21 s \| \| 7e \| Jesper Rasch \| Pays-Bas \| À Bloc CT \| + 24 s \| \| 8e \| Lorenzo Conforti \| Italie \| Green Project-Bardiani CSF-Faizanè \| + 24 s \| \| 9e \| Polychrónis Tzortzákis \| Grèce \| Roojai Online Insurance \| + 26 s \| \| 10e \| Lucas De Rossi \| France \| China Glory Continental Cycling Team \| + 27 s \| |                        |                  |                                         |                 |
| |                        |                  |                                         |                 |
| Source : ProCyclingStats |                        |                  |                                         |                 |
| Classement général |                        |                  |                                         |                 |
| Coureur | Coureur                | Pays             | Équipe                                  | Temps           |
| 1er | George Jackson         | Nouvelle-Zélande | Bolton Equities Black Spoke Pro Cycling | 8 h 27 min 36 s |
| 2e | Enrico Zanoncello      | Italie           | Green Project-Bardiani CSF-Faizanè      | + 11 s          |
| 3e | Jarne Van de Paar      | Belgique         | Lotto Dstny                             | + 12 s          |
| 4e | Norbert Banaszek       | Pologne          | HRE Mazowsze Serce Polski               | + 20 s          |
| 5e | Matthew Bostock        | Royaume-Uni      | Bolton Equities Black Spoke Pro Cycling | + 20 s          |
| 6e | Lucas Carstensen       | Allemagne        | Roojai Online Insurance                 | + 21 s          |
| 7e | Jesper Rasch           | Pays-Bas         | À Bloc CT                               | + 24 s          |
| 8e | Lorenzo Conforti       | Italie           | Green Project-Bardiani CSF-Faizanè      | + 24 s          |
| 9e | Polychrónis Tzortzákis | Grèce            | Roojai Online Insurance                 | + 26 s          |
| 10e | Lucas De Rossi         | France           | China Glory Continental Cycling Team    | + 27 s          |

### Classement annexe

#### Classement par points
| Classement par points | Classement par points       | Classement par points | Classement par points                   | Classement par points |
| Coureur               | Coureur                     | Pays                  | Équipe                                  | Points                |
| --------------------- | --------------------------- | --------------------- | --------------------------------------- | --------------------- |
| 1er                   | George Jackson              | Nouvelle-Zélande      | Bolton Equities Black Spoke Pro Cycling | 48 pts                |
| 2e                    | Jarne Van de Paar           | Belgique              | Lotto Dstny                             | 42 pts                |
| 3e                    | Enrico Zanoncello           | Italie                | Green Project-Bardiani CSF-Faizanè      | 35 pts                |
| 4e                    | Norbert Banaszek            | Pologne               | HRE Mazowsze Serce Polski               | 30 pts                |
| 5e                    | Lucas Carstensen            | Allemagne             | Roojai Online Insurance                 | 23 pts                |
| 6e                    | Matthew Bostock             | Royaume-Uni           | Bolton Equities Black Spoke Pro Cycling | 19 pts                |
| 7e                    | Miguel Ángel Fernández Ruiz | Espagne               | Burgos-BH                               | 19 pts                |
| 8e                    | Jesper Rasch                | Pays-Bas              | À Bloc CT                               | 15 pts                |
| 9e                    | Attilio Viviani             | Italie                | Team Corratec-Selle Italia              | 15 pts                |
| 10e                   | Lorenzo Conforti            | Italie                | Green Project-Bardiani CSF-Faizanè      | 14 pts                |

## Évolution des classements
| Étape              | Vainqueur          | Classement général | Classement par points | Classement du meilleur jeune | Classement par équipes |
| ------------------ | ------------------ | ------------------ | --------------------- | ---------------------------- | ---------------------- |
| 1                  | Enrico Zanoncello  | Enrico Zanoncello  | Enrico Zanoncello     | Lorenzo Conforti             | Corratec-Selle Italia  |
| 2                  | Jarne Van de Paar  | Enrico Zanoncello  | Enrico Zanoncello     | Jarne Van de Paar            | Corratec-Selle Italia  |
| 3                  | George Jackson     | George Jackson     | George Jackson        | George Jackson               | Corratec-Selle Italia  |
| 4                  | George Jackson     | George Jackson     | George Jackson        | George Jackson               | Corratec-Selle Italia  |
| Classements finals | Classements finals | George Jackson     | George Jackson        | George Jackson               | Corratec-Selle Italia  |

## Liste des participants
| Chine CHN | Chine CHN      | Chine CHN |
| --------- | -------------- | --------- |
| Num       | Coureur        | Pos       |
| 1         | Teng Geng      | AB-4      |
| 2         | Shen Yutao     | 78e       |
| 3         | Ju Jinyang     | AB-4      |
| 4         | Lian Shuai     | 100e      |
| 5         | Hu Haijie      | 29e       |
| 6         | Sun Changsheng | 69e       |

| China Glory Continental Cycling Team CGC | China Glory Continental Cycling Team CGC | China Glory Continental Cycling Team CGC |
| ---------------------------------------- | ---------------------------------------- | ---------------------------------------- |
| Num                                      | Coureur                                  | Pos                                      |
| 11                                       | Liu Jiankun (CHN)                        | 85e                                      |
| 12                                       | Lyu Xianjing (CHN)                       | NP-3                                     |
| 13                                       | Willie Smit (RSA)                        | 46e                                      |
| 14                                       | James Piccoli (CAN)                      | NP-3                                     |
| 15                                       | Julien Trarieux (FRA)                    | 32e                                      |
| 16                                       | Lucas De Rossi (FRA)                     | 10e                                      |

| Bolton Equities Black Spoke Pro Cycling BEB | Bolton Equities Black Spoke Pro Cycling BEB | Bolton Equities Black Spoke Pro Cycling BEB |
| ------------------------------------------- | ------------------------------------------- | ------------------------------------------- |
| Num                                         | Coureur                                     | Pos                                         |
| 21                                          | Luke Mudgway (NZL)                          | 44e                                         |
| 22                                          | Matthew Bostock (GBR)                       | 5e                                          |
| 23                                          | Bailey O'Donnell (NZL)                      | 59e                                         |
| 24                                          | Mitchel Fitzsimons (NZL)                    | 86e                                         |
| 25                                          | George Jackson (NZL)                        | 1er                                         |
| 26                                          | Ethan Batt (NZL)                            | 91e                                         |

| Burgos-BH BBH | Burgos-BH BBH                     | Burgos-BH BBH |
| ------------- | --------------------------------- | ------------- |
| Num           | Coureur                           | Pos           |
| 31            | Miguel Ángel Fernández Ruiz (ESP) | 19e           |
| 32            | Ángel Fuentes (ESP)               | 13e           |
| 33            | Rodrigo Álvarez (ESP)             | 81e           |
| 34            | Sebastián Mora (ESP)              | 33e           |
| 35            | Óscar Pelegrí (ESP)               | 45e           |
| 36            | Felipe Orts (ESP)                 | 17e           |

| Green Project-Bardiani CSF-Faizanè BCF | Green Project-Bardiani CSF-Faizanè BCF | Green Project-Bardiani CSF-Faizanè BCF |
| -------------------------------------- | -------------------------------------- | -------------------------------------- |
| Num                                    | Coureur                                | Pos                                    |
| 41                                     | Matteo Scalco (ITA)                    | 76e                                    |
| 42                                     | Luca Paletti (ITA)                     | 72e                                    |
| 43                                     | Davide Gabburo (ITA)                   | 38e                                    |
| 44                                     | Lorenzo Conforti (ITA)                 | 8e                                     |
| 45                                     | Manuele Tarozzi (ITA)                  | 89e                                    |
| 46                                     | Enrico Zanoncello (ITA)                | 2e                                     |

| Lotto Dstny LTD | Lotto Dstny LTD           | Lotto Dstny LTD |
| --------------- | ------------------------- | --------------- |
| Num             | Coureur                   | Pos             |
| 51              | Johannes Adamietz (GER)   | 52e             |
| 52              | Michael Schwarzmann (GER) | 14e             |
| 53              | Liam Slock (BEL)          | 12e             |
| 54              | Jarne Van de Paar (BEL)   | 3e              |
| 55              | Milan Paulus (BEL)        | 31e             |
| 56              | Cameron Rogers (AUS)      | 87e             |

| Team Corratec-Selle Italia COR | Team Corratec-Selle Italia COR | Team Corratec-Selle Italia COR |
| ------------------------------ | ------------------------------ | ------------------------------ |
| Num                            | Coureur                        | Pos                            |
| 61                             | Alessandro Iacchi (ITA)        | 63e                            |
| 62                             | Attilio Viviani (ITA)          | 18e                            |
| 63                             | Samuele Zambelli (ITA)         | 61e                            |
| 64                             | Giulio Masotto (ITA)           | 90e                            |
| 65                             | Alexander Konychev (ITA)       | 28e                            |
| 66                             | Nicolas Dalla Valle (ITA)      | 22e                            |

| Team Novo Nordisk TNN | Team Novo Nordisk TNN   | Team Novo Nordisk TNN |
| --------------------- | ----------------------- | --------------------- |
| Num                   | Coureur                 | Pos                   |
| 71                    | Lucas Dauge (FRA)       | 64e                   |
| 72                    | Gerd de Keijzer (NED)   | 68e                   |
| 73                    | Joonas Henttala (FIN)   | 74e                   |
| 74                    | Declan Irvine (AUS)     | 26e                   |
| 75                    | Umberto Poli (ITA)      | 41e                   |
| 76                    | Quinten De Graeve (BEL) | 56e                   |

| À Bloc CT ABC | À Bloc CT ABC         | À Bloc CT ABC |
| ------------- | --------------------- | ------------- |
| Num           | Coureur               | Pos           |
| 81            | Jelle Johannink (NED) | 58e           |
| 82            | Martin Pluto (LAT)    | 36e           |
| 83            | Nils Sinschek (NED)   | 60e           |
| 84            | Luke Verburg (NED)    | NP-2          |
| 85            | Stijn Appel (NED)     | 70e           |
| 86            | Jesper Rasch (NED)    | 7e            |

| Bodywrap LTwoo Cycling Team BDR | Bodywrap LTwoo Cycling Team BDR | Bodywrap LTwoo Cycling Team BDR |
| ------------------------------- | ------------------------------- | ------------------------------- |
| Num                             | Coureur                         | Pos                             |
| 91                              | Wang Kuicheng (CHN)             | 55e                             |
| 92                              | Niu Gaoshang (CHN)              | 39e                             |
| 93                              | Liu Mingzhe (CHN)               | 97e                             |
| 94                              | Fu Zhèngháo (CHN)               | 99e                             |
| 95                              | Ma Hongao (CHN)                 | 54e                             |
| 96                              | Wang Mengjie (CHN)              | 104e                            |

| Li Ning Star LNS | Li Ning Star LNS     | Li Ning Star LNS |
| ---------------- | -------------------- | ---------------- |
| Num              | Coureur              | Pos              |
| 101              | Zhi Hui Jiang (CHN)  | 21e              |
| 102              | Aleksey Shnyrko      | 80e              |
| 103              | Li Luhao (CHN)       | 57e              |
| 104              | Vasili Byaliauski    | 96e              |
| 105              | Bai Lijun (CHN)      | 75e              |
| 106              | Periklís Ilías (GRE) | 77e              |

| Nusantara Cycling Team NCT | Nusantara Cycling Team NCT | Nusantara Cycling Team NCT |
| -------------------------- | -------------------------- | -------------------------- |
| Num                        | Coureur                    | Pos                        |
| 111                        | Muhammad Ridwan (INA)      | 106e                       |
| 112                        | Imam Arifin (INA)          | 94e                        |
| 113                        | Nur Prasetyo Firdaus (INA) | 71e                        |
| 114                        | Abdul Gani (INA)           | 27e                        |
| 115                        | Óscar Pachón (COL)         | 42e                        |

| St George Continental Cycling Team STG | St George Continental Cycling Team STG | St George Continental Cycling Team STG |
| -------------------------------------- | -------------------------------------- | -------------------------------------- |
| Num                                    | Coureur                                | Pos                                    |
| 121                                    | William Cooper (AUS)                   | 84e                                    |
| 122                                    | Riley Fleming (AUS)                    | 95e                                    |
| 123                                    | Matthew Rice (AUS)                     | AB-4                                   |
| 124                                    | Dylan Sunderland (AUS)                 | 15e                                    |
| 125                                    | Connor Sens (AUS)                      | 83e                                    |
| 126                                    | Jackson Medway (AUS)                   | 66e                                    |

| Tianyoude Hotel Cycling Team TYD | Tianyoude Hotel Cycling Team TYD | Tianyoude Hotel Cycling Team TYD |
| -------------------------------- | -------------------------------- | -------------------------------- |
| Num                              | Coureur                          | Pos                              |
| 131                              | Jiancai Wang (CHN)               | AB-4                             |
| 132                              | Li Zisen (CHN)                   | 40e                              |
| 133                              | Yonathan Monsalve (VEN)          | 82e                              |
| 134                              | Guo Shourong (CHN)               | 105e                             |
| 135                              | Yeisson Quetama (COL)            | HD-1                             |
| 136                              | Hu Li (CHN)                      | AB-2                             |

| Roojai Online Insurance ROI | Roojai Online Insurance ROI  | Roojai Online Insurance ROI |
| --------------------------- | ---------------------------- | --------------------------- |
| Num                         | Coureur                      | Pos                         |
| 141                         | Tegshbayar Batsaikhan (MGL)  | 48e                         |
| 142                         | Lucas Carstensen (GER)       | 6e                          |
| 143                         | Muhammadhanafee Kueji (THA)  | DQ-3                        |
| 144                         | Arttasorn Pansaard (THA)     | 35e                         |
| 145                         | Polychrónis Tzortzákis (GRE) | 9e                          |
| 146                         | Konstantin Fast              | 98e                         |

| HRE Mazowsze Serce Polski MSP | HRE Mazowsze Serce Polski MSP | HRE Mazowsze Serce Polski MSP |
| ----------------------------- | ----------------------------- | ----------------------------- |
| Num                           | Coureur                       | Pos                           |
| 151                           | Adrian Banaszek (POL)         | AB-1                          |
| 152                           | Marcin Budziński (POL)        | 49e                           |
| 153                           | Tomasz Budziński (POL)        | 49e                           |
| 154                           | Jakub Kaczmarek (POL)         | 25e                           |
| 155                           | Norbert Banaszek (POL)        | 4e                            |
| 156                           | Tobiasz Pawlak (POL)          | 11e                           |

| Pingtan International Tourism Island Cycling Team PIT | Pingtan International Tourism Island Cycling Team PIT | Pingtan International Tourism Island Cycling Team PIT |
| ----------------------------------------------------- | ----------------------------------------------------- | ----------------------------------------------------- |
| Num                                                   | Coureur                                               | Pos                                                   |
| 161                                                   | Roman Maikin                                          | 23e                                                   |
| 162                                                   | Li Honghai (CHN)                                      | 88e                                                   |
| 163                                                   | Chen Yixin (CHN)                                      | 92e                                                   |
| 164                                                   | Yu Yuanfeng (CHN)                                     | 37e                                                   |
| 165                                                   | Li Tiancheng (CHN)                                    | 93e                                                   |
| 166                                                   | Li Shuai (CHN)                                        | 34e                                                   |

| Giant Cycling Team MSS | Giant Cycling Team MSS | Giant Cycling Team MSS |
| ---------------------- | ---------------------- | ---------------------- |
| Num                    | Coureur                | Pos                    |
| 171                    | Deng Penghai (CHN)     | 67e                    |
| 173                    | Huang Junlei (CHN)     | 102e                   |
| 174                    | Lin Chuanyang (CHN)    | 101e                   |
| 176                    | Wang Zichen (CHN)      | 103e                   |

| Hengxiang Cycling Team HEN | Hengxiang Cycling Team HEN | Hengxiang Cycling Team HEN |
| -------------------------- | -------------------------- | -------------------------- |
| Num                        | Coureur                    | Pos                        |
| 181                        | Gao Yongbing (CHN)         | 73e                        |
| 182                        | Hou Dongyi (CHN)           | 30e                        |
| 183                        | Ma Binyan (CHN)            | 62e                        |
| 184                        | Andris Vosekalns (LAT)     | 53e                        |
| 185                        | Cristian Raileanu (ROU)    | 16e                        |
| 186                        | Māris Bogdanovičs (LAT)    | 20e                        |

| Thaïlande THA | Thaïlande THA            | Thaïlande THA |
| ------------- | ------------------------ | ------------- |
| Num           | Coureur                  | Pos           |
| 191           | Navuti Liphongyu         | 79e           |
| 192           | Noppachai Klahan         | 47e           |
| 193           | Peerapol Chawchiangkwang | 65e           |
| 194           | Ratchanon Yaowarat       | 51e           |
| 195           | Sarawut Sirironnachai    | 24e           |
| 196           | Thanakhan Chaiyasombat   | 50e           |

| Chine CHN | Chine CHN      | Chine CHN |
| --------- | -------------- | --------- |
| Num       | Coureur        | Pos       |
| 1         | Teng Geng      | AB-4      |
| 2         | Shen Yutao     | 78e       |
| 3         | Ju Jinyang     | AB-4      |
| 4         | Lian Shuai     | 100e      |
| 5         | Hu Haijie      | 29e       |
| 6         | Sun Changsheng | 69e       |

| China Glory Continental Cycling Team CGC | China Glory Continental Cycling Team CGC | China Glory Continental Cycling Team CGC |
| ---------------------------------------- | ---------------------------------------- | ---------------------------------------- |
| Num                                      | Coureur                                  | Pos                                      |
| 11                                       | Liu Jiankun (CHN)                        | 85e                                      |
| 12                                       | Lyu Xianjing (CHN)                       | NP-3                                     |
| 13                                       | Willie Smit (RSA)                        | 46e                                      |
| 14                                       | James Piccoli (CAN)                      | NP-3                                     |
| 15                                       | Julien Trarieux (FRA)                    | 32e                                      |
| 16                                       | Lucas De Rossi (FRA)                     | 10e                                      |

| Bolton Equities Black Spoke Pro Cycling BEB | Bolton Equities Black Spoke Pro Cycling BEB | Bolton Equities Black Spoke Pro Cycling BEB |
| ------------------------------------------- | ------------------------------------------- | ------------------------------------------- |
| Num                                         | Coureur                                     | Pos                                         |
| 21                                          | Luke Mudgway (NZL)                          | 44e                                         |
| 22                                          | Matthew Bostock (GBR)                       | 5e                                          |
| 23                                          | Bailey O'Donnell (NZL)                      | 59e                                         |
| 24                                          | Mitchel Fitzsimons (NZL)                    | 86e                                         |
| 25                                          | George Jackson (NZL)                        | 1er                                         |
| 26                                          | Ethan Batt (NZL)                            | 91e                                         |

| Burgos-BH BBH | Burgos-BH BBH                     | Burgos-BH BBH |
| ------------- | --------------------------------- | ------------- |
| Num           | Coureur                           | Pos           |
| 31            | Miguel Ángel Fernández Ruiz (ESP) | 19e           |
| 32            | Ángel Fuentes (ESP)               | 13e           |
| 33            | Rodrigo Álvarez (ESP)             | 81e           |
| 34            | Sebastián Mora (ESP)              | 33e           |
| 35            | Óscar Pelegrí (ESP)               | 45e           |
| 36            | Felipe Orts (ESP)                 | 17e           |

| Green Project-Bardiani CSF-Faizanè BCF | Green Project-Bardiani CSF-Faizanè BCF | Green Project-Bardiani CSF-Faizanè BCF |
| -------------------------------------- | -------------------------------------- | -------------------------------------- |
| Num                                    | Coureur                                | Pos                                    |
| 41                                     | Matteo Scalco (ITA)                    | 76e                                    |
| 42                                     | Luca Paletti (ITA)                     | 72e                                    |
| 43                                     | Davide Gabburo (ITA)                   | 38e                                    |
| 44                                     | Lorenzo Conforti (ITA)                 | 8e                                     |
| 45                                     | Manuele Tarozzi (ITA)                  | 89e                                    |
| 46                                     | Enrico Zanoncello (ITA)                | 2e                                     |

| Lotto Dstny LTD | Lotto Dstny LTD           | Lotto Dstny LTD |
| --------------- | ------------------------- | --------------- |
| Num             | Coureur                   | Pos             |
| 51              | Johannes Adamietz (GER)   | 52e             |
| 52              | Michael Schwarzmann (GER) | 14e             |
| 53              | Liam Slock (BEL)          | 12e             |
| 54              | Jarne Van de Paar (BEL)   | 3e              |
| 55              | Milan Paulus (BEL)        | 31e             |
| 56              | Cameron Rogers (AUS)      | 87e             |

| Team Corratec-Selle Italia COR | Team Corratec-Selle Italia COR | Team Corratec-Selle Italia COR |
| ------------------------------ | ------------------------------ | ------------------------------ |
| Num                            | Coureur                        | Pos                            |
| 61                             | Alessandro Iacchi (ITA)        | 63e                            |
| 62                             | Attilio Viviani (ITA)          | 18e                            |
| 63                             | Samuele Zambelli (ITA)         | 61e                            |
| 64                             | Giulio Masotto (ITA)           | 90e                            |
| 65                             | Alexander Konychev (ITA)       | 28e                            |
| 66                             | Nicolas Dalla Valle (ITA)      | 22e                            |

| Team Novo Nordisk TNN | Team Novo Nordisk TNN   | Team Novo Nordisk TNN |
| --------------------- | ----------------------- | --------------------- |
| Num                   | Coureur                 | Pos                   |
| 71                    | Lucas Dauge (FRA)       | 64e                   |
| 72                    | Gerd de Keijzer (NED)   | 68e                   |
| 73                    | Joonas Henttala (FIN)   | 74e                   |
| 74                    | Declan Irvine (AUS)     | 26e                   |
| 75                    | Umberto Poli (ITA)      | 41e                   |
| 76                    | Quinten De Graeve (BEL) | 56e                   |

| À Bloc CT ABC | À Bloc CT ABC         | À Bloc CT ABC |
| ------------- | --------------------- | ------------- |
| Num           | Coureur               | Pos           |
| 81            | Jelle Johannink (NED) | 58e           |
| 82            | Martin Pluto (LAT)    | 36e           |
| 83            | Nils Sinschek (NED)   | 60e           |
| 84            | Luke Verburg (NED)    | NP-2          |
| 85            | Stijn Appel (NED)     | 70e           |
| 86            | Jesper Rasch (NED)    | 7e            |

| Bodywrap LTwoo Cycling Team BDR | Bodywrap LTwoo Cycling Team BDR | Bodywrap LTwoo Cycling Team BDR |
| ------------------------------- | ------------------------------- | ------------------------------- |
| Num                             | Coureur                         | Pos                             |
| 91                              | Wang Kuicheng (CHN)             | 55e                             |
| 92                              | Niu Gaoshang (CHN)              | 39e                             |
| 93                              | Liu Mingzhe (CHN)               | 97e                             |
| 94                              | Fu Zhèngháo (CHN)               | 99e                             |
| 95                              | Ma Hongao (CHN)                 | 54e                             |
| 96                              | Wang Mengjie (CHN)              | 104e                            |

| Li Ning Star LNS | Li Ning Star LNS     | Li Ning Star LNS |
| ---------------- | -------------------- | ---------------- |
| Num              | Coureur              | Pos              |
| 101              | Zhi Hui Jiang (CHN)  | 21e              |
| 102              | Aleksey Shnyrko      | 80e              |
| 103              | Li Luhao (CHN)       | 57e              |
| 104              | Vasili Byaliauski    | 96e              |
| 105              | Bai Lijun (CHN)      | 75e              |
| 106              | Periklís Ilías (GRE) | 77e              |

| Nusantara Cycling Team NCT | Nusantara Cycling Team NCT | Nusantara Cycling Team NCT |
| -------------------------- | -------------------------- | -------------------------- |
| Num                        | Coureur                    | Pos                        |
| 111                        | Muhammad Ridwan (INA)      | 106e                       |
| 112                        | Imam Arifin (INA)          | 94e                        |
| 113                        | Nur Prasetyo Firdaus (INA) | 71e                        |
| 114                        | Abdul Gani (INA)           | 27e                        |
| 115                        | Óscar Pachón (COL)         | 42e                        |

| St George Continental Cycling Team STG | St George Continental Cycling Team STG | St George Continental Cycling Team STG |
| -------------------------------------- | -------------------------------------- | -------------------------------------- |
| Num                                    | Coureur                                | Pos                                    |
| 121                                    | William Cooper (AUS)                   | 84e                                    |
| 122                                    | Riley Fleming (AUS)                    | 95e                                    |
| 123                                    | Matthew Rice (AUS)                     | AB-4                                   |
| 124                                    | Dylan Sunderland (AUS)                 | 15e                                    |
| 125                                    | Connor Sens (AUS)                      | 83e                                    |
| 126                                    | Jackson Medway (AUS)                   | 66e                                    |

| Tianyoude Hotel Cycling Team TYD | Tianyoude Hotel Cycling Team TYD | Tianyoude Hotel Cycling Team TYD |
| -------------------------------- | -------------------------------- | -------------------------------- |
| Num                              | Coureur                          | Pos                              |
| 131                              | Jiancai Wang (CHN)               | AB-4                             |
| 132                              | Li Zisen (CHN)                   | 40e                              |
| 133                              | Yonathan Monsalve (VEN)          | 82e                              |
| 134                              | Guo Shourong (CHN)               | 105e                             |
| 135                              | Yeisson Quetama (COL)            | HD-1                             |
| 136                              | Hu Li (CHN)                      | AB-2                             |

| Roojai Online Insurance ROI | Roojai Online Insurance ROI  | Roojai Online Insurance ROI |
| --------------------------- | ---------------------------- | --------------------------- |
| Num                         | Coureur                      | Pos                         |
| 141                         | Tegshbayar Batsaikhan (MGL)  | 48e                         |
| 142                         | Lucas Carstensen (GER)       | 6e                          |
| 143                         | Muhammadhanafee Kueji (THA)  | DQ-3                        |
| 144                         | Arttasorn Pansaard (THA)     | 35e                         |
| 145                         | Polychrónis Tzortzákis (GRE) | 9e                          |
| 146                         | Konstantin Fast              | 98e                         |

| HRE Mazowsze Serce Polski MSP | HRE Mazowsze Serce Polski MSP | HRE Mazowsze Serce Polski MSP |
| ----------------------------- | ----------------------------- | ----------------------------- |
| Num                           | Coureur                       | Pos                           |
| 151                           | Adrian Banaszek (POL)         | AB-1                          |
| 152                           | Marcin Budziński (POL)        | 49e                           |
| 153                           | Tomasz Budziński (POL)        | 49e                           |
| 154                           | Jakub Kaczmarek (POL)         | 25e                           |
| 155                           | Norbert Banaszek (POL)        | 4e                            |
| 156                           | Tobiasz Pawlak (POL)          | 11e                           |

| Pingtan International Tourism Island Cycling Team PIT | Pingtan International Tourism Island Cycling Team PIT | Pingtan International Tourism Island Cycling Team PIT |
| ----------------------------------------------------- | ----------------------------------------------------- | ----------------------------------------------------- |
| Num                                                   | Coureur                                               | Pos                                                   |
| 161                                                   | Roman Maikin                                          | 23e                                                   |
| 162                                                   | Li Honghai (CHN)                                      | 88e                                                   |
| 163                                                   | Chen Yixin (CHN)                                      | 92e                                                   |
| 164                                                   | Yu Yuanfeng (CHN)                                     | 37e                                                   |
| 165                                                   | Li Tiancheng (CHN)                                    | 93e                                                   |
| 166                                                   | Li Shuai (CHN)                                        | 34e                                                   |

| Giant Cycling Team MSS | Giant Cycling Team MSS | Giant Cycling Team MSS |
| ---------------------- | ---------------------- | ---------------------- |
| Num                    | Coureur                | Pos                    |
| 171                    | Deng Penghai (CHN)     | 67e                    |
| 173                    | Huang Junlei (CHN)     | 102e                   |
| 174                    | Lin Chuanyang (CHN)    | 101e                   |
| 176                    | Wang Zichen (CHN)      | 103e                   |

| Hengxiang Cycling Team HEN | Hengxiang Cycling Team HEN | Hengxiang Cycling Team HEN |
| -------------------------- | -------------------------- | -------------------------- |
| Num                        | Coureur                    | Pos                        |
| 181                        | Gao Yongbing (CHN)         | 73e                        |
| 182                        | Hou Dongyi (CHN)           | 30e                        |
| 183                        | Ma Binyan (CHN)            | 62e                        |
| 184                        | Andris Vosekalns (LAT)     | 53e                        |
| 185                        | Cristian Raileanu (ROU)    | 16e                        |
| 186                        | Māris Bogdanovičs (LAT)    | 20e                        |

| Thaïlande THA | Thaïlande THA            | Thaïlande THA |
| ------------- | ------------------------ | ------------- |
| Num           | Coureur                  | Pos           |
| 191           | Navuti Liphongyu         | 79e           |
| 192           | Noppachai Klahan         | 47e           |
| 193           | Peerapol Chawchiangkwang | 65e           |
| 194           | Ratchanon Yaowarat       | 51e           |
| 195           | Sarawut Sirironnachai    | 24e           |
| 196           | Thanakhan Chaiyasombat   | 50e           |